# Phrynobatrachus rungwensis
Phrynobatrachus rungwensis är en groddjursart som först beskrevs av Arthur Loveridge 1932.  Phrynobatrachus rungwensis ingår i släktet Phrynobatrachus och familjen Phrynobatrachidae. IUCN kategoriserar arten globalt som livskraftig. Inga underarter finns listade i Catalogue of Life.